# Nicolau Orsini
Nicolau Orsini (em grego: Νικόλαος Ορσίνι; romaniz.: Nikolaos Orsini; em italiano:  Nicola d'Epiro) foi um conde palatino de Cefalônia entre 1317 e 1323 e monarca de Epiro entre 1318 e 1323.
Nicolau era filho do conde João I Orsini de Cefalônia com Maria, uma filha de Nicéforo I Comneno Ducas do Epiro com Ana Paleóloga Cantacuzena. Seu pai governou a Cefalônia como vassalo do rei Carlos II de Nápoles e ganhou Lêucade como dote por sua esposa. Nicolau tornou-se conde quando o pai morreu em 1317, mas, ao contrário de seus predecessores, estava mais interessado em intervir em Epiro que em suas posses latinas no sul da Grécia. Em 1318, Nicolau surpreendeu e matou seu tio, Tomás I Comneno Ducas do Epiro e facilmente tomou toda a porção sul do principado à volta de Arta. Para solidificar sua nova posição, casou-se com a viúva do tio, Ana Paleóloga, filha do imperador bizantino Miguel IX Paleólogo, e recebeu também o título de déspota.
Nicolau prestou homenagem ao seu senhor angevino, João de Gravina, filho do rei Carlos II com Maria da Hungria. Porém, se manteve sempre orientado para o oriente e não para o ocidente. Adotou publicamente a fé ortodoxa e o clero local não se opôs à sua ascensão. A porção norte do Epiro, contudo, com a cidade de Joanina, se recusou a aceitar o usurpador e passou para o controle do Império Bizantino. Nicolau esperou até a morte da esposa, em 1320/1 e a irrupção da guerra civil para atacar. Porém, ele não conseguiu se aliar à República de Veneza e não conseguiu retomar Joanina. Em 1323, ele próprio acabou sendo assassinado por seu irmão, João II Orsini.